# عباس قوام‌الدوله
میرزا عباس خان فَمی تفرشی ملقب به معاون‌الملک و سپس قوام‌الدوله، آخرین وزیر امور خارجهٔ ایران در دورهٔ ناصرالدین شاه و چند ماه آغازین پادشاهی مظفرالدین شاه قاجار است.
در زمان سلطنت محمدشاه از تفرش به تهران آمد. مدتی منشی سفارت فرانسه بود. پس از آن به عنوان محرر در دستگاه میرزا تقی خان امیرکبیر صدراعظم مشغول به کار شد. در ۱۲۳۰ خورشیدی (۱۲۶۷ قمری) به دربار پترزبورگ مأمور شد. در سال ۱۲۳۴ خورشیدی (۱۲۷۲ قمری) به لقب خانی دست یافت و نشان و حمایل دریافت کرد. یک سال بعد به نیابت وزارت امور خارجه رسید و در ۱۲۳۷ خورشیدی (۱۲۷۵ قمری) معاون آن وزارتخانه شد. در همان سال تمام امور خارجهٔ مملکت آذربایجان به او اعطا گردید. در ۱۲۳۸ خورشیدی (۱۲۷۶ قمری) به نشان و حمایل سرتیپ دومی نائل شد.
چند سال بعد او را به دارالخلافه فراخوانده و به او لقب معاون‌الملک دادند و در دستگاه میرزا یوسف مستوفی‌الممالک وی را موظف به استیفا (درجه اول) کردند. در ۱۲۴۸ خورشیدی (۱۲۸۶ قمری) محاسبهٔ تهران و حومه، سپس یزد و بعد خزانه و برخی دیگر از دوایر دولتی به او واگذار شد.
در ۱۲۵۵ خورشیدی (۱۲۹۳ قمری) او را لقب «جناب» دادند و در دارالشورای دولتی عضو کردند. در سال ۱۲۵۷ خورشیدی (۱۲۹۵ قمری) وزارت رسائل خاصه دولتی به او داده شد.
پس از مرگ میرزا محمد قوام‌الدوله در ۱۲۹۰ قمری، مستوفی‌الممالک از اعطای این لقب به پسر میرزا محمد یعنی میرزا ابراهیم معتمدالسلطنه جلوگیری کرد و در ۱۲۶۱ خورشیدی (۱۲۹۹ قمری) این لقب به میرزا عباس اعطا شد.
پس از اجباری شدن نام خانوادگی فرزندان میرزا عباس نام خانوادگی «فروهر» را برای خود برگزیدند.

## خانواده
- میرزا احمد خان معاون‌الملک، مستوفی تهران[۱]
- میرزا محمدعلی خان قوام‌الدوله، مستوفی اول، وزیر دارالشورای کبری، وزیر گمرکات و وزیرلشکر[۱]
- میرزا محمود خان افتخارالملک، مستوفی صرف جیب، مستوفی یزد و مستوفی فراشخانه،[۱] پدر غلامحسین فروهر.
- بهجت‌السلطنه: با میرزا ابراهیم خان معتمدالسلطنه ازدواج کرد و پس از جدایی از او همسر مشیرالسلطنه شد.[۲]